# 清浄栽培

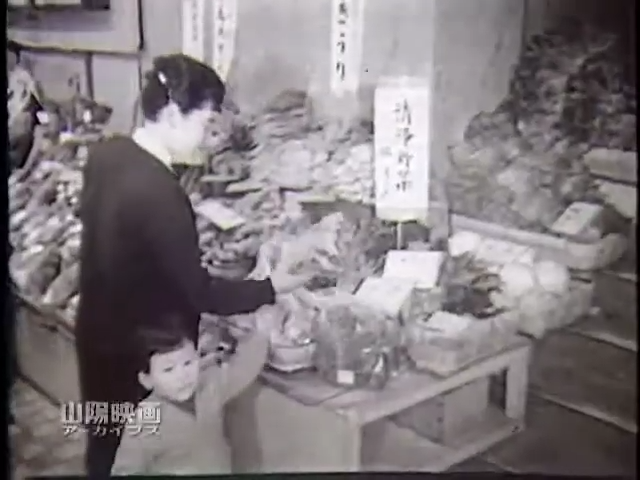
清浄野菜を購入する主婦。1959年（昭和34年）撮影。

清浄栽培（せいじょうさいばい）は、日本における、生食用の野菜などを衛生的に栽培する手法のことである。この手法によって育てられた野菜のことを清浄野菜（せいじょうやさい）と呼ぶ。近代までの日本農業においては、肥料として下肥を用いることが非常に一般的であり、その生食には寄生虫症のリスクがあった。一方、清浄栽培においては下肥などの利用を控え、化学肥料を用いることで、こうした危険を減らしている。下肥の利用がほとんど廃れた現代日本において、この言葉は用いられていない。

## 歴史

### 戦前
下肥は、特によく腐熟させていないものについては寄生虫病の原因となる。特に多いのは回虫症であり、十二指腸虫も主要な病気のひとつであった。こうしたリスクは、下肥で育てた野菜を生食する場合に特に高まった。日本において、野菜を生食する習慣はあまりなかったものの、加藤要は「菜漬などの新漬の漬物が多く食べられる秋になると、毎年寄生虫の感染率が高まる」ことについて触れている。1936年（昭和11年）には大阪市立衛生研究所が市販のイチゴを検査し、その多くに回虫の卵や、その他の病原菌が付着していることを明らかにした。このことが公表されると、イチゴの売れ行きは大きく減少した。
日本ではじめて清浄栽培が試みられたのは、1927年（昭和2年）ごろ、京都帝国大学農学部の農場においてであると考えられている。ここでは堆肥・豆粕を用いてチシャとセロリが育てられ、都ホテルにて「大学のサラダ」と銘打って外国人客に供用された。また、1935年（昭和10年）には、兵庫県川辺郡東谷村農会が阪神百貨店に清浄栽培したホウレンソウ・チシャ・パセリなどを供給した。1936年（昭和11年）には東京市農会が、江戸川区内に清浄栽培地区を指定した。1938年（昭和13年）、1940年東京オリンピックの開催が決定すると、これを契機に全国で清浄野菜の栽培運動が展開された。東京市農会は、清浄野菜を特製のパラフィン紙に包装して出荷し、これは市場でも高値に取引された。また大阪府でも、イチゴ、キュウリ、トマト、ハツカダイコン、キャベツなどの清浄栽培がおこなわれた。しかし、第二次世界大戦がはじまると、こうした運動は中断されざるをえなくなった。

### 戦後

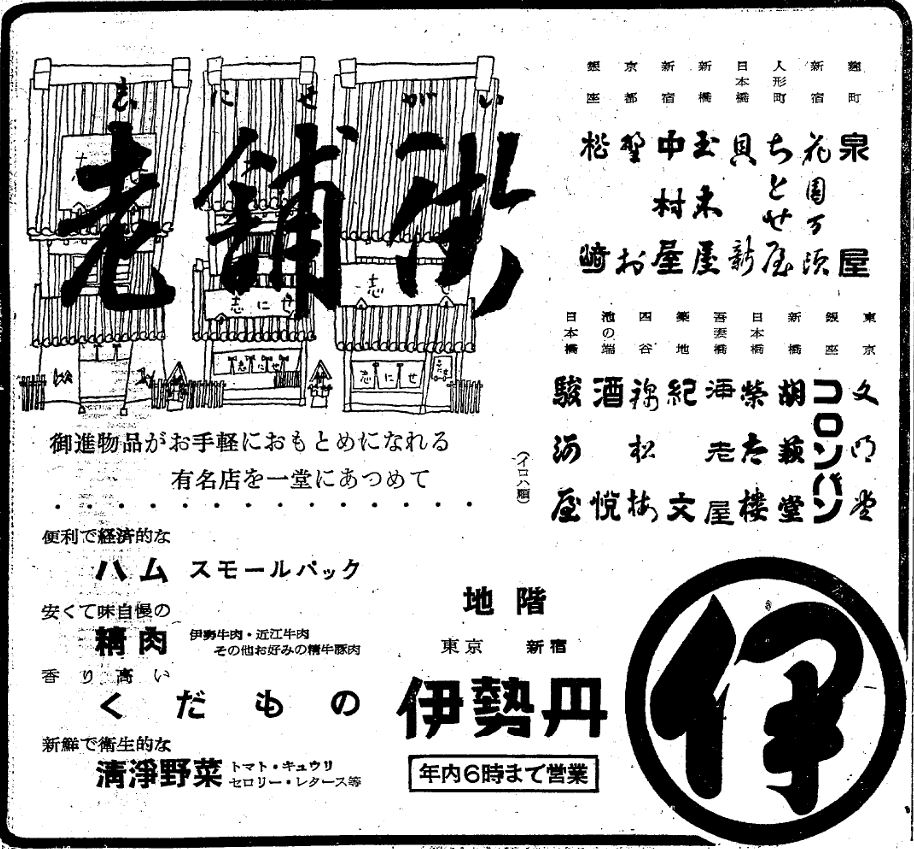
伊勢丹広告（1953年）。清浄野菜を宣伝している。

戦後、日本国内に進駐した連合国軍は、下肥をかけて育てる日本の農産物を受け入れなかった。進駐軍は生鮮食品も含めたすべての食料を自国から調達する方針をとり、野菜については東京都調布市と滋賀県大津市に、水耕栽培農場をつくった。その後、進駐軍酒保などに納入される清浄野菜が、国内でも生産されるようになった。1948年（昭和23年）には千葉県安房郡・長野県諏訪郡・静岡県富士郡の農家が主となり清浄栽培をはじめ、化学肥料についても農林省から特配を受けるようになった。同12月19日にはこれら清浄野菜を販売するための企業である日本洋菜株式会社が設立された。1951年（昭和26年）からは在日米軍の食料が自給となり、西洋野菜のその他の需要も増えていったため、国内に清浄栽培を謳う農家が増えていった。
1955年（昭和30年）には厚生省公衆衛生局長・農林省農業改良局長からの連名で、都道府県知事宛の通知として「清浄野菜の普及について」が発布され、伝染病および寄生虫症の蔓延防止のため清浄栽培を推奨する指導がおこなわれた。
現下の野菜類は、相当部分が、衛生的に未処理の屎尿を肥料として栽培されているために、腸内寄生虫蔓延の要因となり、ときには赤痢等経口伝染病の原因となる例も稀でなく、他方かかる配意から野菜の生食を阻み、無機質、ビタミン類等の国民的不足を来す等保健上並びに食生活改善上幾多の支障がある現状である。
これを改善刷新することは、重大な意義を有するものであるが、このためには、屎尿処理方式の改良、栽培法及び市場取扱の改善等を行うことが前提となるものであって、一朝にして、その全きを期することは困難である。
しかしながら、今後の方向を示す意味において、今回別紙清浄野菜普及要綱を定め、その推進を図り、漸次野菜類に関する衛生の向上を図りたいと考える次第である。—各都道府県知事あて厚生省公衆衛生・農林省農業改良局長連名通知、「清浄野菜の普及について」
同布告では、野菜のうち「国民の食生活において通例生食又は漬物とすることの多いもの」を主な対象として、施肥する肥料は堆肥・化学肥料・粕類等のみ、屎尿については堆肥の原料として部分的に利用することを認めたが、「この場合の堆肥等もなるべく前作又はその基肥としてのみ施用するものとし、その施用量も可及的に少量に止めること」が必要であるとされた。戦後、社会経済の安定にともない化学肥料の生産が回復すると、次第に下肥は用いられなくなっていった。